# Eichheidetunnel
Der Eichheidetunnel ist ein Eisenbahntunnel der Schnellfahrstrecke Köln–Rhein/Main im Bereich der rheinland-pfälzischen Ortsgemeinde Nomborn.
Mit einer Länge von 1750 m ist er der drittlängste Tunnel in Rheinland-Pfalz.
Das Bauwerk nimmt zwei Gleise auf einer Festen Fahrbahn auf, die mit 300 km/h befahren werden können.

## Verlauf
Das Bauwerk liegt zwischen den Streckenkilometern 94,2 (Nordwestportal) und 96,0 (Südostportal). Die Trasse liegt am Nordwestportal dabei zunächst in einer Gerade, die in eine Linkskurve übergeht. Die Gradiente fällt dabei in südöstlicher Richtung ab.

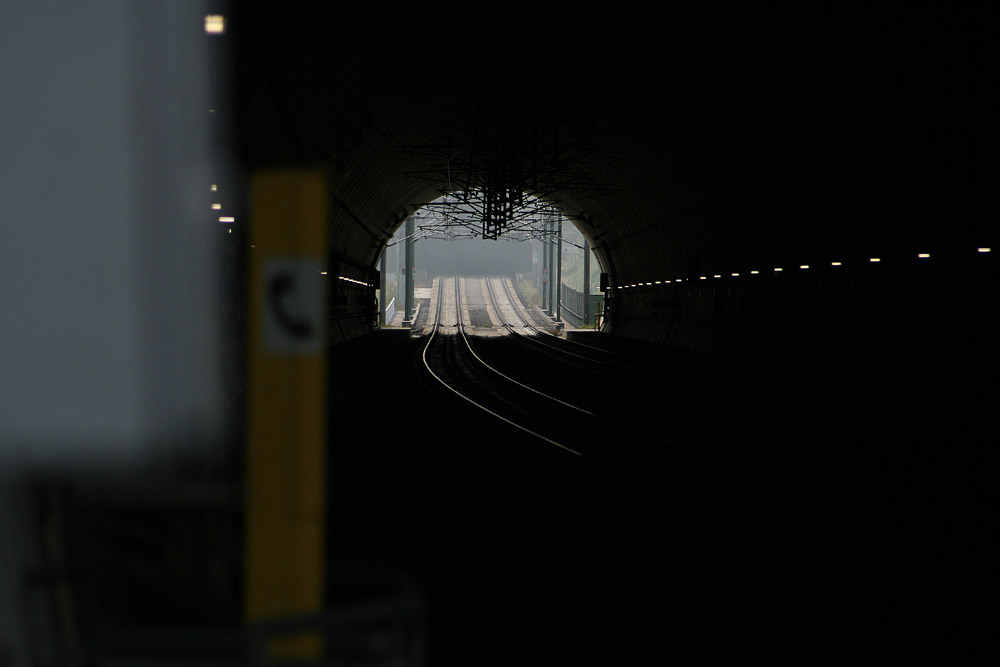
Blick durch den nördlich an den Eichheidetunnel angrenzenden Dickhecktunnel. Das Nordportal des Eichheidetunnels ist im Hintergrund zu erkennen. Zwischen den beiden Tunneln liegt die 138 m lange Eisenbachtalbrücke.

Das Bauwerk unterquert unter anderem die Kreisstraße K 163. Unmittelbar südlich schließt sich die Wiesengrund-Talbrücke an. Aufgrund der räumlichen Nähe wurde für das Nordportal des Eichheidetunnels ein gemeinsamer Rettungsplatz mit dem Südportal des angrenzenden Dickhecktunnels angelegt. Zwischen den beiden Tunneln liegt die 138 m lange Eisenbahntalbrücke.
Auf einer Länge von rund 500 Metern durchquert das Bauwerk den Bereich der in Wasserschutzzone der Klasse III eingestuften ehemaligen Trinkwassergewinnungsanlage Helberscheid.
Ein Notausgang führt, etwa in der Mitte des Tunnels (nordöstlich des Schönberger Hofs) bei
50° 25′ 19,2″ N, 7° 53′ 51,7″ O an die Oberfläche.

## Geschichte

### Planung
Ende 1997 war das Bauwerk mit einer Länge von 1750 m geplant. Dies entspricht der heutigen Länge.

### Bau
Vor Beginn der Bauarbeiten wurde die Trinkwassergewinnungsanlage Helberscheid durch eine neue Anlage östlich von Bladernheim ersetzt worden. Die Kosten von rund einer Million D-Mark (etwa eine halbe Million Euro) trug die Deutsche Bahn.
Das Bauwerk wurde im bergmännischen Vortrieb von Nord nach Süd errichtet. Als besonders schwierig erwies sich die dabei die Durchfahrung eines rund 100 m langen Basaltschachtes, einem Überbleibsel eines alten Vulkantrichters. Dazu waren besondere Sicherungsmaßnahmen zu treffen, um die Tunneldecke gegen Nachbrüche zu schützen.
Ein Teil des Ausbruchs wurde von der Grundschule Nentershausen zum Aufbau einer Trockenmauer verwendet. Es war der erste von zahlreichen Fällen, in denen Ausbruchsmaterial der Neubaustrecke Schulen kostenlos überlassen wurde.

### Inbetriebnahme
Das Bauwerk wurde mit Eröffnung der Neubaustrecke zum 1. August 2002 in den regulären Betrieb genommen.